# Stephen Adams (football)
Pour les articles homonymes, voir Stephen Adams (homonymie) et Adams.
Stephen Adams est un footballeur ghanéen né le 28 septembre 1989 à Kumasi. Il joue comme gardien de but.

## Carrière
- 2009-2017 : Aduana Stars ( Ghana)
- 2018-2019 : Nkana FC ( Zambie)
- 2019-2020 : Great Olympics ( Ghana)
- 2021 : Karela United FC ( Ghana)